# Tumor filoide
Tumor filoide (do Grego: phyllon folha), também conhecido como cistosarcoma filoide, é uma massa tipicamente grande, de crescimento rápido que se formam a partir das células estromais periductais da mama. Eles contribuem para menos de 1% de todas as neoplasias da mama.

## Apresentação
Este é um tumor predominantemente de mulheres adultas, com muitos poucos exemplos relatados em adolescentes.
As pacientes tipicamente apresentam uma massa palpável firme, móvel, de consistência duro-elástica e com limites bem definidos. Estes tumores crescem muito rapidamente, podendo aumentar muito de tamanho em poucas semanas. A ocorrência é mais comum entre os 40 e 50 anos, antes da menopausa. O tumor acontece geralmente 15 anos mais tarde do que a idade típica dos pacientes com fibroadenoma, uma condição com a qual o tumor filóide pode ser confundido por ser clinicamente indistinguível deste.

## Tratamento
O tratamento comum para o tumor filoide é a excisão local ampla. Além da cirurgia, não há outra cura para o tumor, já que a quimioterapia e a radioterapia não são efetivas. O risco de desenvolvimento de recorrência local ou metástases é relacionado com o grau histológico.
Um estudo sugeriu que a mastectomia total é mais efetiva que a cirurgia conservadora de mama.